# Soiuz TM-31

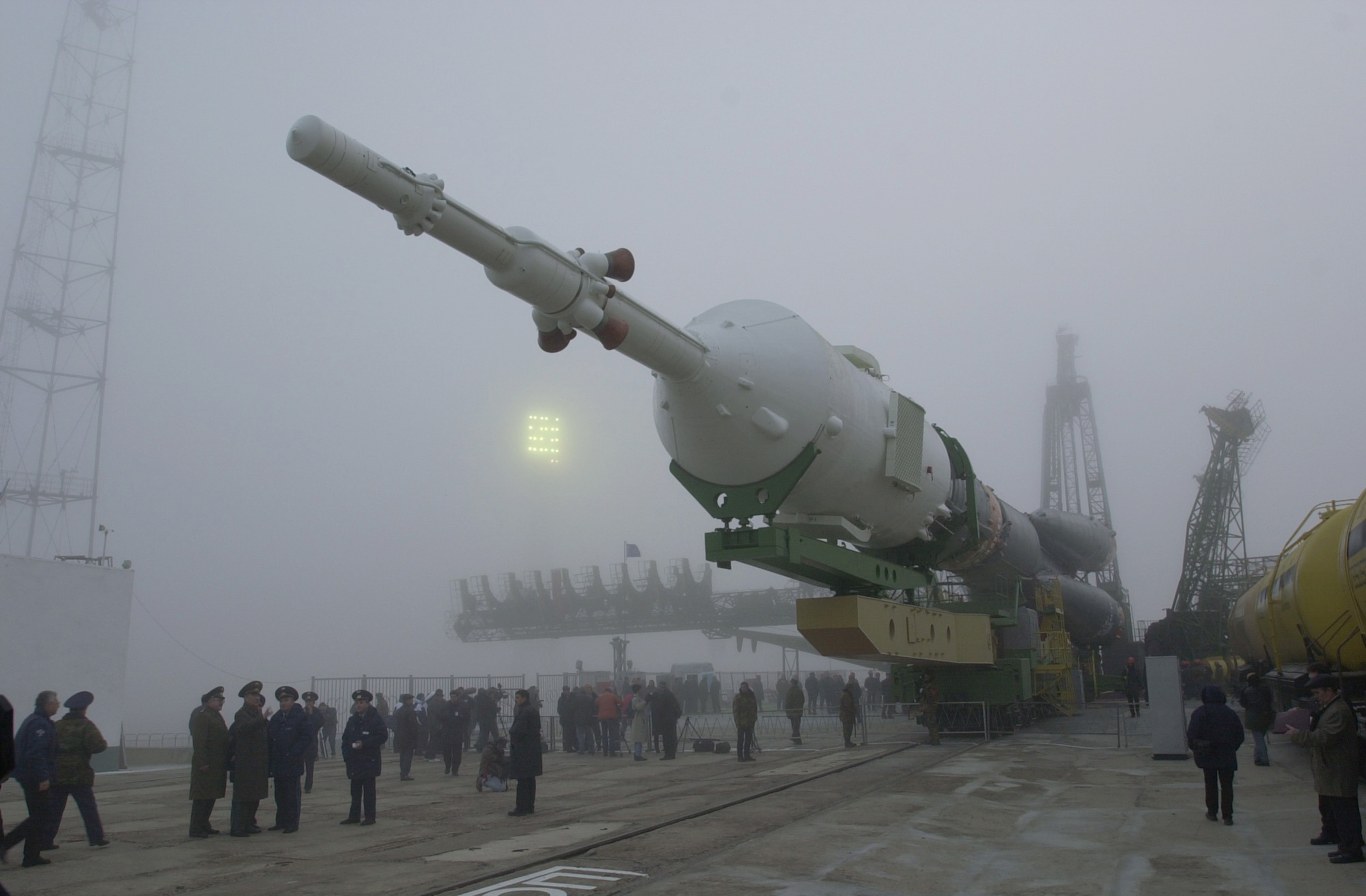
La Soiuz TM-31 és transportada a la Plataforma de Llançament de Baikonur, el 29 d'octubre de 2000

La Soiuz TM-31 va ser el primer vol d'una nau espacial Soiuz en acoblar-se amb l'Estació Espacial Internacional (ISS). Va ser llançat a finals del 2000 amb una nau Soiuz-TM transportant a l'Expedició 1 de l'ISS, la primera tripulació de llarga duració de l'ISS. Va ser llançat des de Rússia a les 07:52 UT el 31 d'octubre de 2000 per un coet Soiuz-U.
La tripulació consistia en dos cosmonautes russos Iuri Guidzenko i Serguei Krikaliov, i l'astronauta estatunidenc William Shepherd. Guidzenko va ser el Comandant de la tripulació, però un cop a bord de l'estació, Shepherd es va convertir en Comandant de la missió de llarga duració, l'Expedició 1.
La nau espacial va servir com a vehicle d'escapada d'emergència de la tripulació mentre va romandre acoblada a l'ISS. La tripulació de l'Expedició 1 va tornar a la Terra a través del Transbordador Espacial durant el STS-102 en el març del 2001, i la nau Soiuz TM-31 es va mantenir a l'estació disponible per a l'Expedició 2. A l'abril de 2001 una altra nau espacial, la Soiuz TM-32, va arribar a l'estació, i va assumir responsabilitats com a bot salvavides de l'estació. La tripulació va ser enlairada per una Soiuz TM-32, que va incloure el primer turista espacial pagant, en Dennis Tito, que va tornar a la Terra al maig a bord del Soiuz TM-31. La missió de visita en què Tito formava part que es denomina de vegades ISS EP-1.

## Tripulació
| Posició                                      | Tripulació de llançament                   | Tripulació d'aterratge                      |
| -------------------------------------------- | ------------------------------------------ | ------------------------------------------- |
| Comandant                                    | Iuri Guidzenko, RKA Segon vol espacial     | Talgat Mussabàiev, RKA Tercer vol espacial  |
| Enginyer de Vol                              | Serguei Krikaliov, RKA Cinquè vol espacial | Iuri Baturin, RKA Segon vol espacial        |
| Enginyer de Vol/Participant del Vol Espacial | William Shepherd, NASA Quart vol espacial  | Dennis Tito, SA Primer vol espacial Turista |

## Acoblament amb l'ISS
- Acoblat a l'ISS: 2 de novembre de 2000, 09:21 UTC (al port de popa del Zvezda)
- Desacoblat de l'ISS: 24 de febrer de 2001, 10:06 UTC (del port de popa del Zvezda)
- Acoblat a l'ISS: 24 de febrer de 2001, 10:37 UTC (al port nadir del Zarià)
- Desacoblat de l'ISS: 18 d'abril de 2001, 12:40 UTC (del port nadir del Zarià)
- Acoblat a l'ISS: 18 d'abril de 2001, 13:01 UTC (al port de popa del Zvezda)
- Desacoblat de l'ISS: 6 de maig de 2001, 02:21 UTC (del port de popa del Zvezda)